# Reinhold Mack
Reinhold Mack német zenei producer és hangmérnök. Híres rockzenekarokkal való együttműködéséről nevezetes (Queen, Electric Light Orchestra, Black Sabbath). 1970-ben kezdte a karrierjét a müncheni Union Studiosban, majd 1972-ben Giorgio Moroder hangmérnöke lett, és az azt követő évben együtt felépítették a Musicland Studiost, ahol Mack lett a házi producer.

## Válogatott diszkográfia
- Queen: The Game (1980)
- Queen: Flash Gordon (1980)
- Sparks: Whomp That Sucker (1981)
- Sparks: Angst In My Pants ) (1982)
- Queen: Hot Space (1982)
- Queen: The Works (1984)
- Roger Taylor: Strange Frontier (1984)
- Freddie Mercury: Mr. Bad Guy (1985)
- Queen: A Kind of Magic (1986)
- Heavy Pettin: Lettin Loose
- Extreme: Extreme (1989)
- Black Sabbath: Dehumanizer (1992)
- SBB: New Century (2005)